# Sjoerd De Jong
Sjoerd De Jong (también conocido como Hourences), es un desarrollador de videojuegos holandés-belga, diseñador de niveles y fundador de Teotl Studios. También se desempeña como evangelista de Epic Games, promocionando Unreal Engine 4 en la mitad norte de Europa.

## Carrera
De Jong comenzó a crear niveles para juegos de computadora a la edad de 15 años, cuando compró una copia de Unreal en 1999. Poco después, comenzó a hacerse un nombre en la comunidad Unreal, no solo por los muchos mapas que lanzó, sino también por su trabajo en los mods populares de Mod (videojuegos) de Unreal Tournament como "Operation Na Pali", "Xidia" y "Jailbreak". Con algunos mapas personalizados y contribuciones modificaciones para Unreal Tournament 2003, fue contratado para Epic Games para crear 6 mapas para Unreal Tournament 2004, dos de los cuales también se incluyeron en la demostración. Desde entonces, ha trabajado en varios juegos, incluyendo Killzone, The Chronicles of Spellborn y Huxley.
En marzo de 2010, después de su trabajo en Syndicate, fundó Teotl Studios. El primer proyecto del estudio fue el juego de acción en primera persona The Ball, originalmente un mod para Unreal Tournament 3. Su trabajo más reciente, The Solus Project, que salió en 2016.

## Créditos en videojuegos
| Año  | Videojuego                  | Industria               | Papel                                  |
| ---- | --------------------------- | ----------------------- | -------------------------------------- |
| 2004 | Unreal Tournament 2004      | Epic Games              | Diseñador y artista del nivel          |
| 2004 | Street Racing Syndicate     | Eutechnyx               | Artista 3D                             |
| 2004 | Shellshock: Nam '67         | Guerrilla Games         | Artista de ambientación                |
| 2004 | Killzone                    | Guerrilla Games         | Artista de ambientación                |
| 2006 | Warpath                     | Digital Extremes        | Diseñador y artista del nivel          |
| 2008 | The Chronicles of Spellborn | Spellborn International | Artista del nivel                      |
| 2010 | Huxley                      | Webzen Games            | Diseñador y artista del nivel          |
| 2010 | The Ball                    | Teotl Studios           | Director creativo y líder del proyecto |
| 2011 | Q.U.B.E.                    | Toxic Games             | Iluminación y artista de material      |
| 2012 | Syndicate                   | Starbreeze Studios      | Artista del nivel                      |
| 2012 | Unmechanical                | Talawa Games            | Director creativo y líder del proyecto |
| 2014 | Rekoil                      | Plastic Piranha         | Artista del nivel                      |
| 2016 | The Solus Project           | Teotl Studios           | Director creativo y líder del proyecto |

## Obras
- (2007). The Hows and Whys of the Games Industry.
- (2008). The Hows and Whys of Level Design.